# Hippolyte Mireur
Pour les articles homonymes, voir Mireur.
Hippolyte Mireur, né le 16 mars 1841 à Fayence et mort le 13 février 1914 à Marseille, est un médecin et historien de l'art.

## Biographie
Président de la Société nationale de médecine en 1889, élu membre de l'Académie des Sciences et Beaux-Arts de Marseilleen 1892, auteur de nombreux ouvrages de médecine, Hippolyte Mireur est très engagé dans la politique publique de santé et d'hygiène, notamment comme adjoint au maire de Marseille entre 1887 et 1892.
Diplômé de la faculté de médecine de Paris en 1867, il s'installe l'année suivante dans un tout récent immeuble haussmannien au 1, rue impériale, sur le Vieux-Port de Marseille, pour démarrer sa pratique médicale. L'artère est la grande avenue percée dans le cadre de l'ambitieuse reconfiguration architecturale du centre ville voulue par l'empereur Napoléon III, qui fera bâtir notamment le palais du Pharo et le palais Longchamp pour lequel le maire de l'époque, Jules Joseph Onfroy, un parent de Mireur, a désigné en 1861 le grand architecte Espérandieu. La rue impériale deviendra rue de la République après la guerre de 1870 contre la Prusse (durant laquelle Mireur est chirurgien-major) et la chute du Second Empire, évolution probablement plus fidèle aux sentiments politiques du Dr. Hippolyte Mireur, qui semble avoir été tôt converti à la République. Elle sera aussi une artère où les professions médicales seront très présentes, peut-être en raison de la proximité de l'Hôtel-Dieu.
Auteur et praticien, il participe à la riche tradition médicale de Marseille, où il exerce jusqu’à sa mort. Attaché au Bureau des Secours de la Ville, il est actif pendant l'épidémie de choléra de 1884 et publie une Étude historique et pratique sur la prophylaxie et le traitement du choléra qui sera primée. Hygiène et pauvreté le préoccupent particulièrement. À son installation en 1867, il entre à la Société médicale du département des Bouches-du-Rhône et collabore à la revue Marseille médical. Sa spécialité, les maladies vénériennes et syphilitiques, l'amène à prendre la tête du service des mœurs de Marseille où il s’attache à organiser la surveillance médicale des prostituées pour contenir la transmission des infections et maladies. Mireur a ainsi publié en 1875 chez l'éditeur Masson, de la librairie de l'académie de médecine de Paris, La syphilis et la prostitution dans leurs rapports avec l'hygiène, la morale et la loi, qui sera réédité en 1888, et en 1882 La Prostitution à Marseille - Histoire, Administration et Police, Hygiène, complétant les initiatives de réglementation de la prostitution engagées dès le début du XIXe siècle à Paris puis dans les grandes villes, à Marseille sous l'impulsion du maire Jean-Baptiste de Montgrand et du préfet Villeneuve-Bargemon.
Outre qu’il innove aussi au plan de l’assurance médicale naissante par son travail avec la compagnie l’Union et ses publications, son engagement pour le progrès de l’hygiène publique ne cessera de s’amplifier, par exemple avec la responsabilité des services sanitaires de la Ville, ou sur le plan national au sein de la Société nationale de médecine. La même année, il publie une étude démographique : Mouvement comparé de la population à Marseille, en France et dans les États d'Europe, qui met en relief le rôle de l'assainissement et de l'hygiène publique pour combattre la mortalité.
Comme adjoint au maire, il participe à l’un des gouvernements municipaux les plus actifs pour moderniser la ville sous la présidence de Félix Baret. En 1895, il sera sollicité pour conduire une liste dite de conciliation républicaine, liste de témoignage face à la réélection du maire sortant, également médecin, le socialiste Siméon Flaissières.

### Collectionneur et historien de l'art
L’art occupe une place majeure dans la vie de Mireur, aux côtés de la médecine. Collectionneur, en 1900 il cède ses œuvres qui comptent près d'une centaine de toiles d'Adolphe Monticelli et d'autres d'artistes comme Greuze, Courbet, Sisley, pour financer une œuvre majeure, le Dictionnaire des ventes d'art faites en France et à l'étranger pendant les XVIIIe et XIXe siècles, qui demeure une référence pour les historiens et experts du marché de l'art entre 1700 et 1900, époque où se forme le marché de l'art en Europe et, dans une moindre mesure, aux Etats-Unis.
Un apport unique du dictionnaire est l'indication des transactions qui permet de tracer les détenteurs des œuvres sur cette longue période. Travail considérable, le Mireur représente sept volumes qui seront publiés entre 1901 et 1912. Dans sa critique biographique publiée par l'Institut national de l'histoire de l'art, le Pr Alain Quemin précise que le dictionnaire permet de dégager d'importantes tendances du marché. Ainsi « les écoles italienne et espagnole, aux prix souvent inabordables un siècle plus tôt, étaient devenues largement délaissées au début du XXe siècle. Les écoles flamande et hollandaise semblaient, de même, connaître une certaine désaffection. À l'inverse, la peinture du XVIIIe siècle connaissait une ferveur soudaine, tout comme l'école française de 1830 et l'école anglaise.» De même le Mireur a « permis d'enregistrer le changement de goût esthétique avec l'envolée de l'école impressionniste. » Le chercheur conclut : « On comprend aisément pourquoi le Mireur est devenu un classique pour tous les amateurs d'art, et notamment pour les historiens de l'art. En ayant offert un instrument de travail aux spécialistes de l'art du XVIIIe et du XIXe siècle, tout particulièrement à ceux étudiant le marché de l'art et l'évolution du goût, l'apport d'Hippolyte Mireur est considérable ».
Au même moment où paraissent les derniers volumes du Mireur est édité un projet similaire, le Bénézit, Dictionnaire critique et documentaire des peintres, sculpteurs, dessinateurs et graveurs de tous les temps et de tous les pays, qui sera réédité depuis sa parution en 1911 jusqu'à nos jours. Le dictionnaire d'Hippolyte Mireur trouve quant à lui un second souffle en 2000 avec l'acquisition des droits et sa publication par la société d'information sur le marché de l'art et de vente en ligne Artprice.
Le dictionnaire n'est pas le seul ouvrage non médical du Dr. Hippolyte Mireur, qui écrivit aussi sur la littérature et traduisit notamment en vers la trilogie de Sophocle, publiée peu avant sa mort en 1912,.
Récipiendaire de nombreux prix et distinctions, chevalier de la Légion d'honneur, Hippolyte Mireur sera une figure de sa ville par ses activités intenses dans les trois domaines d’intérêt privilégiés, la médecine, la santé publique et l’art.